# Liste von Burgen und Schlössern im Regierungsbezirk Karlsruhe
Die Liste von Burgen und Schlössern im Regierungsbezirk Karlsruhe umfasst eine Vielzahl von Burgen und Schlössern auf dem Territorium des Regierungsbezirk Karlsruhe, aufgeteilt in Stadtkreise und Landkreise. Diese zum Teil auf eine 1000-jährige Geschichte zurückblickenden Bauten waren Schauplatz historischer Ereignisse, Wirkungsstätte bekannter Persönlichkeiten und sind häufig noch heute imposante Gebäude. Die Liste von Burgen und Schlössern in Baden-Württemberg ist in weitere Listen für die Regierungsbezirke Stuttgart, Freiburg und Tübingen unterteilt. Nicht aufgeführt sind Zier- und Nachbauten, die nie als Wohngebäude oder zur Verteidigung genutzt wurden.

## Regierungsbezirk Karlsruhe

### Baden-Baden
| Name                               | Ort / Lage    | Typ         | Bemerkungen | Bild           |
| ---------------------------------- | ------------- | ----------- | ----------- | -------------- |
| Burg Alt-Eberstein                 | Ebersteinburg | Spornburg   |             | weitere Bilder |
| Schloss Hohenbaden (Altes Schloss) |               | Hangburg    |             | weitere Bilder |
| Jagdhaus Fremersberg               |               | Jagdschloss |             |                |
| Neues Schloss                      |               |             |             | weitere Bilder |
| Schloss Neuweier                   | Neuweier      |             |             | weitere Bilder |
| Yburg                              |               | Höhenburg   |             | weitere Bilder |

### Karlsruhe
| Name                                          | Ort / Lage                  | Typ | Bemerkungen | Bild           |
| --------------------------------------------- | --------------------------- | --- | ----------- | -------------- |
| Schloss Augustenburg (Hohes Haus)             | Karlsruhe-Grötzingen        |     |             | weitere Bilder |
| Turmberg-Ruine (Burg Hohenberg)               | Karlsruhe-Durlach           |     |             | weitere Bilder |
| Schloss Gottesaue (Gottesau)                  | Karlsruhe-Oststadt          |     |             | weitere Bilder |
| Haus Hohenwettersbach                         | Karlsruhe-Hohenwettersbach  |     |             |                |
| Schloss Karlsburg (Durlach)                   | Karlsruhe-Durlach           |     |             | weitere Bilder |
| Schloss Karlsruhe                             | Karlsruhe                   |     |             | weitere Bilder |
| Palais der Prinzessin Wilhelmine              | Karlsruhe                   |     |             |                |
| Erbgroßherzogliches Palais                    | Karlsruhe                   |     |             | weitere Bilder |
| Markgräfliches Palais                         | Karlsruhe                   |     |             | weitere Bilder |
| Fürstenbergisches Palais (Karlsruhe)          | Karlsruhe                   |     |             |                |
| Prinz-Max-Palais                              | Karlsruhe                   |     |             | weitere Bilder |
| Amalienschlösschen oder Erbprinzenschlösschen | Karlsruhe                   |     |             |                |
| Schloss Mühlburg                              | Karlsruhe-Mühlburg          |     |             |                |
| Schloss Rüppurr                               | Karlsruhe-Rüppurr           |     |             |                |
| Hofgut Scheibenhardt                          | Karlsruhe-Beiertheim-Bulach |     |             | weitere Bilder |
| Burg Stupferich                               | Karlsruhe-Stupferich        |     |             |                |
| Ruine Wolfartsweier                           | Karlsruhe-Wolfartsweier     |     |             |                |
| Ruine bei Oberreut                            | Karlsruhe-Oberreut          |     |             |                |

### Landkreis Karlsruhe
| Name                                           | Ort / Lage              | Typ                       | Bemerkungen                                             | Bild           |
| ---------------------------------------------- | ----------------------- | ------------------------- | ------------------------------------------------------- | -------------- |
| Amalienhof                                     | Sulzfeld                |                           |                                                         | weitere Bilder |
| Burg Bauerbach                                 | Bauerbach (Bretten)     |                           |                                                         |                |
| Schloss Berghausen                             | Berghausen              |                           |                                                         |                |
| Stadtburg Bretten                              | Bretten                 |                           |                                                         |                |
| Schloss Bruchsal                               | Bruchsal                |                           |                                                         | weitere Bilder |
| Bischöfliche Burg Bruchsal                     | Bruchsal                |                           |                                                         | weitere Bilder |
| Schloss Diedelsheim                            | Diedelsheim             |                           |                                                         |                |
| Schloss Ettlingen                              | Ettlingen               |                           |                                                         | weitere Bilder |
| Wasserschloss Flehingen                        | Oberderdingen-Flehingen |                           |                                                         | weitere Bilder |
| Gaugrafenburg Bretten                          | Bretten                 |                           |                                                         |                |
| Graf-Eberstein-Schloss                         | Gochsheim               |                           |                                                         | weitere Bilder |
| Schloss Gondelsheim Schloss des Grafen Douglas | Gondelsheim             |                           |                                                         |                |
| Burg Helmsheim                                 | Bruchsal-Helmsheim      |                           |                                                         |                |
| Burg Jöhlingen                                 | Walzbachtal-Jöhlingen   |                           |                                                         |                |
| Schloss Kislau                                 | Bad Schönborn           |                           |                                                         | weitere Bilder |
| Burg Kleinsteinbach                            | Pfinztal-Kleinsteinbach |                           |                                                         |                |
| Schloss Kirrlach                               | Kirrlach                | Wasserburg                | abgegangen, wohl im Bereich der Schlossstraße zu suchen |                |
| Wasserschloss Kürnbach                         | Kürnbach                | Wasserburg, Wasserschloss |                                                         | weitere Bilder |
| Burg Langensteinbach                           | Langensteinbach         |                           |                                                         |                |
| Wasserschloss Menzingen                        | Kraichtal-Menzingen     |                           |                                                         | weitere Bilder |
| Wasserschloss Münzesheim                       | Münzesheim              |                           |                                                         |                |
| Ober- und Unterburg Neibsheim                  | Bretten-Neibsheim       |                           |                                                         |                |
| Burg Oberacker                                 | Kraichtal-Oberacker     |                           |                                                         |                |
| Turmburg Oberderdingen                         | Oberderdingen           |                           |                                                         |                |
| Burg Obergrombach                              | Bruchsal-Obergrombach   |                           |                                                         |                |
| Schloss Oberöwisheim                           | Oberöwisheim            |                           |                                                         |                |
| Pforzheimer Schloss                            | Sulzfeld                |                           |                                                         | weitere Bilder |
| Burg Ravensburg                                | Sulzfeld (Baden)        |                           |                                                         | weitere Bilder |
| Burg Schmalenstein                             | Weingarten              |                           |                                                         |                |
| Obere Burg (Sickingen)                         | Oberderdingen-Flehingen |                           |                                                         |                |
| Untere Burg (Sickingen)                        | Oberderdingen-Flehingen |                           |                                                         |                |
| Burg Söllingen                                 | Söllingen               |                           |                                                         |                |
| Schloss Stutensee                              | Stutensee               |                           |                                                         | weitere Bilder |
| Schloss Unteröwisheim                          | Unteröwisheim           |                           |                                                         | weitere Bilder |
| Burg Waldenfels                                | Malsch                  |                           |                                                         |                |
| Burg Oberwössingen                             | Walzbachtal-Wössingen   |                           |                                                         |                |
| Burg Unterwössingen                            | Walzbachtal-Wössingen   |                           |                                                         |                |
| Turmhügel Weiher                               | Ubstadt-Weiher          |                           |                                                         |                |
| Eremitage Waghäusel                            | Waghäusel               |                           |                                                         | weitere Bilder |
| Burg Wigoldesberg                              | Östringen-Eichelberg    |                           |                                                         |                |

### Landkreis Rastatt
| Name                        | Ort / Lage                    | Typ       | Bemerkungen | Bild           |
| --------------------------- | ----------------------------- | --------- | --- | -------------- |
| Burg Alt-Windeck            | Bühl                          | Höhenburg | Von der Anlage, die vermutlich aus einer unteren und einer oberen Burg bestand und bei guter Witterung tagsüber besichtigt werden kann, sind heute nur noch die beiden Bergfriede, Gebäudereste sowie Teile der Ringmauer erhalten. | weitere Bilder |
| Schloss Bach (Bühl)         | Bühl                          |           | |                |
| Burg Bärenstein (Bernstein) | Bühlertal-Obertal-„Bärenfels“ |           | |                |
| Schloss Eberstein           | Gernsbach                     |           | | weitere Bilder |
| Schloss Favorite            | Rastatt                       |           | | weitere Bilder |
| Schloss Neusatz             | Bühl                          |           | |                |
| Pagodenburg                 | Rastatt                       |           | | weitere Bilder |
| Schloss Rastatt             | Rastatt                       |           | | weitere Bilder |
| Schloss Rittersbach         | Bühl                          |           | |                |
| Schloss Rotenfels           | Gaggenau-Bad Rotenfels        |           | | weitere Bilder |
| Burg Stollhofen             | Rheinmünster-Stollhofen       |           | |                |
| Schloss Waldsteig           | Ottersweier-Hub               |           | |                |

### Heidelberg
| Name                                                                | Ort / Lage             | Typ | Bemerkungen | Bild           |
| ------------------------------------------------------------------- | ---------------------- | --- | ----------- | -------------- |
| Burg zu Berge (Molkenkur, Obere Burg, Alte Burg, Altes Schloss)     | Heidelberg             |     |             |                |
| Burgstall Bürgel (Birgel)                                           | Heidelberg             |     |             |                |
| Heidelberger Schloss                                                | Heidelberg             |     |             | weitere Bilder |
| Palais Graimberg                                                    | Heidelberg             |     |             |                |
| Palais Buhl                                                         | Heidelberg             |     |             | weitere Bilder |
| Haus zum Riesen (Heidelberg) (Adelspalais Riesen, Palais Venningen) | Heidelberg             |     |             | weitere Bilder |
| Palais Boisserée                                                    | Heidelberg             |     |             | weitere Bilder |
| Großherzogliches Palais Heidelberg                                  | Heidelberg             |     |             | weitere Bilder |
| Palais Morass                                                       | Heidelberg             |     |             | weitere Bilder |
| Schloss Rohrbach                                                    | Heidelberg-Rohrbach    |     |             | weitere Bilder |
| Burg Rohrbach                                                       | Heidelberg-Rohrbach    |     |             |                |
| Burg Schlierbach (Heidelberg) (Slirburg)                            | Heidelberg-Schlierbach |     |             |                |
| Schlösschen                                                         | Handschuhsheim         |     |             | weitere Bilder |
| Tiefburg                                                            | Handschuhsheim         |     |             | weitere Bilder |
| Schloss Wieblingen                                                  | Wieblingen             |     |             |                |

### Mannheim
| Name                                            | Ort / Lage                                       | Typ                          | Bemerkungen | Bild           |
| ----------------------------------------------- | ------------------------------------------------ | ---------------------------- | ----------- | -------------- |
| Burg Eichelsheim                                | Mannheim-Mannheim-Lindenhof, nahe Stephanienufer | Zollburg, Wasserburg         | abgegangen  |                |
| Burg Rheinhausen Zollburg Husen, Burg Rhinhusen | Mannheim-Schwetzingerstadt                       | Zollburg                     | abgegangen  |                |
| Jagdschloss Käfertal                            | Mannheim-Käfertal                                |                              |             |                |
| Kurfürstliches Palais Mannheim                  | Mannheim                                         |                              |             |                |
| Mannheimer Schloss                              | Mannheim                                         | Residenzschloss der Kurpfalz | erhalten    | weitere Bilder |
| Mühlauschlösschen                               | Mannheim                                         | Lustschloss                  | abgegangen  |                |
| Palais Bretzenheim                              | Mannheim                                         | Stadtpalais                  | erhalten    | weitere Bilder |
| Schloss Seckenheim                              | Mannheim                                         |                              | erhalten    | weitere Bilder |

### Neckar-Odenwald-Kreis
| Name                                                                                | Ort / Lage                        | Typ                                  | Bemerkungen | Bild           |
| ----------------------------------------------------------------------------------- | --------------------------------- | ------------------------------------ | --- | -------------- |
| Adam’sches Schlösschen                                                              | Adelsheim                         |                                      | |                |
| Schloss Adelsheim (Oberschloss)                                                     | Adelsheim                         |                                      | | weitere Bilder |
| Schloss Adelsheim (Unterschloss)                                                    | Adelsheim                         | Schlossbau aus zerstörter Wasserburg | |                |
| Burg Aglasterhausen                                                                 | Aglasterhausen                    |                                      | |                |
| Burg Asbach                                                                         | Obrigheim- Asbach                 |                                      | |                |
| Schloss Binau                                                                       | Binau                             |                                      | |                |
| Burgbuckel Hettigenbeuern                                                           | Buchen (Odenwald)- Hettigenbeuern | Höhenburg                            | abgegangen, Graben und Burgbergreste |                |
| Schloss Dallau                                                                      | Elztal (Odenwald)- Dallau         |                                      | | weitere Bilder |
| Burg Dauchstein                                                                     | Binau                             |                                      | | weitere Bilder |
| Schloss Eberstadt                                                                   | Buchen-Eberstadt                  |                                      | | weitere Bilder |
| Burg Fürstenstein (Zwingenberg)                                                     | Zwingenberg                       | Sporn- und Gegenburg                 | Nur noch in Grundmauerzügen erkennbare kurzlebige Gegenburg zur Burg Zwingenberg am Neckar |                |
| Götzenturm                                                                          | Buchen (Odenwald)- Hettigenbeuern | Wasserburg, Turmburg                 | erhalten und saniert | weitere Bilder |
| Burg Guttenberg                                                                     | Haßmersheim                       |                                      | | weitere Bilder |
| Schloss Großeicholzheim                                                             | Großeicholzheim                   |                                      | |                |
| Schloss Hainstadt                                                                   | Buchen (Odenwald)- Hainstadt      |                                      | |                |
| Hardheimer Schloss                                                                  | Hardheim                          |                                      | | weitere Bilder |
| Schloss Hochhausen                                                                  | Hochhausen                        |                                      | | weitere Bilder |
| Burg Hornberg                                                                       | Neckarzimmern                     |                                      | | weitere Bilder |
| Burg Hüffenhardt                                                                    | Hüffenhardt                       |                                      | |                |
| Burg Kälbertshausen                                                                 | Kälbertshausen                    |                                      | |                |
| Schloss Kleineicholzheim (auch Neues Schloss oder Schloss der Grafen von Waldkirch) | Schefflenz-Kleineicholzheim       | Schloss                              | Im 18. Jahrhundert entstanden, möglicherweise älter, 1752 Besitz des Grafen Andreas von Riaucour, 1796 durch Heirat seiner jüngeren Tochter Marianne mit Graf Clemens August von Waldkirch an die Grafen von Waldkirch, 1843 an die Jüdische Gemeinde Kleineicholzheim: Synagoge, Wohn- und Schulhaus, gegen Ende des Zweiten Weltkrieges Unterkunft für Flüchtlinge, 1950 umgebaut, heute dreigeteilt als Wohnhaus in Privatbesitz |                |
| Wasserburg Kleineicholzheim (auch Altes Schloss)                                    | Schefflenz-Kleineicholzheim       | Wasserburg, Wasserschloss            | 1476 Ersterwähnung, abgegangen (17. Jh.) |                |
| Kurmainzische Kellerei Buchen                                                       | Buchen (Odenwald)                 | Kurmainzer Amtsschloss               | Gegen 1490 errichtet, Hofareal am ehemals östlichen Bereich der durch eine Stadtmauer befestigten Buchener Altstadt mit einem Ensemble aus vier Gebäuden: dem Steinernen Bau, dem Trunzerhaus, der Zehntscheune und dem Belzschen Haus. Erhalten, renoviert, Kulturdenkmal, Bezirksmuseum Buchen | weitere Bilder |
| Burg Landsehr                                                                       | Obrigheim                         | Höhenburg, Spornburg                 | Burghügel, Wälle, Halsgraben |                |
| Burg Limbach                                                                        | Limbach                           |                                      | |                |
| Burg Lohrbach                                                                       | Mosbach- Lohrbach                 |                                      | | weitere Bilder |
| Jagdschloss Max-Wilhelmshöhe                                                        | Waldbrunn                         |                                      | |                |
| Schloss Merchingen                                                                  | Ravenstein-Merchingen             | Schloss                              | Erhalten; das größte zusammenhängende Schlossgebäude im Neckar-Odenwald-Kreis, Teile im Besitz derer von Berlichingen, Teile saniert, Teile vom Zerfall bedroht | weitere Bilder |
| Minneburg                                                                           | Neckargerach                      |                                      | |                |
| Schloss Mosbach                                                                     | Mosbach                           |                                      | | weitere Bilder |
| Schloss Neuburg (auch Neuburg zu Oberkeim oder Burg Hohinrot)                       | Obrigheim                         | Höhenburg, später Schloss            | erhalten | weitere Bilder |
| Burg Obrigheim (auch Mittelburg, Niedere Burg oder Alte Burg)                       | Obrigheim                         | Höhenburg                            | Reste in und um evangelische Kirche |                |
| Rüdt von Collenberg'sches Bödigheimer Schloss                                       | Buchen (Odenwald)- Bödigheim      |                                      | | weitere Bilder |
| Wasserburg Schwarzach                                                               | Schwarzach                        |                                      | | weitere Bilder |
| Burg Schweinberg                                                                    | Hardheim-Schweinberg              |                                      | |                |
| Schloss Sennfeld                                                                    | Adelsheim -Sennfeld               | Ländliches Barockschloss von 1713    | |                |
| Schloss Sindolsheim                                                                 | Rosenberg (Baden) -Sindolsheim    |                                      | | weiteres Bild  |
| Burg Stolzeneck                                                                     | Neunkirchen (Baden)               |                                      | | weitere Bilder |
| Tempelhaus                                                                          | Mosbach- Neckarelz                |                                      | | weitere Bilder |
| Untere Burg Hardheim                                                                | Hardheim                          |                                      | | weitere Bilder |
| Schloss Waldleiningen                                                               | Mudau                             |                                      | | weitere Bilder |
| Burg Zwingenberg                                                                    | Zwingenberg                       |                                      | | weitere Bilder |

### Rhein-Neckar-Kreis
| Name                                              | Ort / Lage                              | Typ                                    | Bemerkungen | Bild           |
| ------------------------------------------------- | --------------------------------------- | -------------------------------------- | --- | -------------- |
| Schloss Agnestal                                  | Zuzenhausen                             |                                        | | weitere Bilder |
| Alexanderschloss                                  | Neckarbischofsheim                      |                                        | | weitere Bilder |
| Wasserburg Altwiesloch                            | Wiesloch                                | Wasserburg                             | abgerissen, überbaut |                |
| Burgschell                                        | Heiligkreuzsteinach-Lampenhain          | Höhenburg, Spornburg                   | Burgstall, Halsgraben und Burghügel mit Steinresten eines Turmes, ebenso Reste Vorbefestigung |                |
| Burg und Schloss Daisbach                         | Daisbach                                | Wasserburg, Schloss                    | Ruine | weitere Bilder |
| Bergfeste Dilsberg                                | Neckargemünd                            | Höhenburg (Feste)                      | Burgruine | weitere Bilder |
| Burg Dielheim                                     | Dielheim                                | Spornburg                              | abgegangen |                |
| Burg Eberbach                                     | Eberbach                                | Höhenburg                              | Drei nebeneinanderliegende Burgen, heute Ruinen | weitere Bilder |
| Schloss Eichtersheim                              | Angelbachtal                            | Wasserschloss                          | erhalten | weitere Bilder |
| Schloss Ehrstädt                                  | Ehrstädt                                | Schloss                                | erhalten |                |
| Jagdschlösschen Eschelbach                        | Eschelbach                              |                                        | |                |
| Wasserburg Eschelbronn                            | Eschelbronn                             | Wasserburg                             | abgegangen |                |
| Schloss Eschelbronn                               | Eschelbronn                             | Gutshof / Adelssitz                    | abgerissen, überbaut |                |
| Schlösschen Eulenhof                              | Ehrstädt                                | Herrenhaus eines Gutshofes             | | weitere Bilder |
| Ruine Emichsburg                                  | Eberbach                                | Jagdschlösschen                        | Ruine |                |
| Burg Flinsbach                                    | Helmstadt-Bargen-Flinsbach              | Spornburg                              | Burgstall |                |
| Wasserburg Gauangelloch (Bettendorfsches Schloss) | Gauangelloch                            | Niederungsburg (Wasserburg)            | nur noch Nebengebäude und Parkrest erhalten | weitere Bilder |
| Harfenburg                                        | Heddesbach                              | Höhenburg                              | Burgstall, Kernhügel, Ringgraben und 2 Halsgräben sichtbar |                |
| Schlösser Helmstadt                               | Helmstadt-Bargen                        |                                        | |                |
| Veste Hemsbach                                    | Hemsbach                                | Wasserburg in Ortslage                 | Nur noch der Burgfried (Wohnturm) als sogenannte Zehntscheuer erhalten; vermutlich im 12. Jahrhundert als mit Fallgitter und Zugbrücke gesicherte Tief-/Wasserburg gegründet, im 15. Jahrhundert mit Wassergräben erweitert. Ersterwähnung 1264; nach 15. Jh. nur noch für landwirtschaftliche Zwecke genutzt. | weitere Bilder |
| Burg Hilsbach                                     | Hilsbach                                |                                        | |                |
| Ruine Hirschburg                                  | Hirschberg an der Bergstraße            | Höhenburg                              | Burgruine (geringe oberirdische Reste) |                |
| Schloss Hoffenheim                                | Hoffenheim                              | Schloss                                | abgerissen | weitere Bilder |
| Burg Hohenhardt (Hohenhardter Hof)                | Wiesloch                                | Turmhügelburg                          | Burgstall, überbaut |                |
| Burg Horrenberg                                   | Dielheim-Horrenberg                     | Niederungsburg                         | Burgstall, überbaut |                |
| Schloss Ilvesheim                                 | Ilvesheim                               | Schloss                                | Heute: Blindenschule | weitere Bilder |
| Kronenburg                                        | Dossenheim                              | Höhenburg                              | Burgstall einer ehemaligen Doppelburg |                |
| Burg Kühberg (auch: Kühburg oder Waltenburg)      | Wiesenbach                              |                                        | Burgstall |                |
| Schloss Langenzell                                | Wiesenbach                              | Schloss                                | Eigentlich zwei Schlösser: Altes und Neues Schloss | weitere Bilder |
| Mauersechseck                                     | Dossenheim                              |                                        | |                |
| Schloss Michelfeld                                | Angelbachtal                            |                                        | | weitere Bilder |
| Schloss Mönchzell                                 | Meckesheim                              |                                        | |                |
| Altes Schloss                                     | Neckarbischofsheim                      |                                        | | weitere Bilder |
| Neues Schloss                                     | Neckarbischofsheim                      |                                        | |                |
| Schloss Neckarhausen                              | Edingen-Neckarhausen                    |                                        | | weitere Bilder |
| Burg Neidenstein                                  | Neidenstein                             |                                        | | weitere Bilder |
| Schloss Neuhaus                                   | Sinsheim-Ehrstädt                       |                                        | | weitere Bilder |
| Schlösschen Nußloch                               | Nußloch                                 |                                        | |                |
| Schloss Rauenberg                                 | Rauenberg                               | Niederungsburg                         | Winzermuseum | weitere Bilder |
| Burg Reichenstein                                 | Neckargemünd                            |                                        | | weitere Bilder |
| Burg Reihen                                       | Reihen                                  |                                        | |                |
| Schloss Rotenberg                                 | Rauenberg                               | Höhenburg                              | Schloss | weitere Bilder |
| Rothschildschloss Hemsbach                        | Hemsbach                                | Schloss                                | Mittelbau des Schlosses war Villa des kurpfälzischen Jagdrates Blesen, 1764 errichtet. 1839 durch Karl Mayer von Rothschild erworben und zum Schloss erweitert. 1925 erwarb die Gemeinde das Anwesen, seither Rathaus der Stadt Hemsbach.                                                                      | weitere Bilder |
| Schanzenköpfle                                    | Hirschberg an der Bergstraße            | Spornburg                              | Burgstall | weitere Bilder |
| Wasserschloss Schatthausen                        | Schatthausen                            |                                        | | weitere Bilder |
| Ruine Schauenburg                                 | Dossenheim                              |                                        | | weitere Bilder |
| Burg Schlupferstadt                               | Schlupferstadt (Wüstung bei Hoffenheim) |                                        | |                |
| Burg Schwabeck                                    | Dossenheim-Schwabenheim                 | Niederungsburg (vermutlich Wasserburg) | Abgegangen, Gedenkstein |                |
| Schwetzinger Schloss                              | Schwetzingen                            | Schloss der pfälzischen Kurfürsten     | Erhalten, sehenswerter Schlossgarten | weitere Bilder |
| Burg Sinsheim                                     | Sinsheim                                |                                        | |                |
| Jagdschloss Sorgenfrei                            | Mauer                                   |                                        | |                |
| Burg Steinsberg                                   | Sinsheim                                |                                        | | weitere Bilder |
| Strahlenburg                                      | Schriesheim                             |                                        | | weitere Bilder |
| Schloss Tairnbach                                 | Tairnbach                               |                                        | |                |
| Wachenburg                                        | Weinheim                                |                                        | | weitere Bilder |
| Schloss Waibstadt (Schloss Degenfeld)             | Waibstadt                               |                                        | | weitere Bilder |
| Schlössel Waibstadt                               | Waibstadt                               |                                        | | weitere Bilder |
| Burg Waldangelloch                                | Waldangelloch                           |                                        | | weitere Bilder |
| Burg Waldeck                                      | Heiligkreuzsteinach                     | Höhenburg                              | Ruinenreste der Burgmauer und eines Schalenturmes; Burghügel | weitere Bilder |
| Weinheimer Schloss                                | Weinheim                                |                                        | | weitere Bilder |
| Schlösschen Weiler                                | Weiler                                  |                                        | | weitere Bilder |
| Schloss Wiesloch                                  | Wiesloch                                |                                        | | weitere Bilder |
| Burg Windeck                                      | Weinheim                                |                                        | | weitere Bilder |
| Schloss Wiser                                     | Hirschberg an der Bergstraße            |                                        | | weitere Bilder |
| Burg Zuzenhausen                                  | Zuzenhausen                             |                                        | | weitere Bilder |

### Landkreis Calw
| Name                            | Ort / Lage                                         | Typ                      | Bemerkungen | Bild           |
| ------------------------------- | -------------------------------------------------- | ------------------------ | --- | -------------- |
| Schloss Altensteig              | Altensteig 48° 35′ 12″ N, 8° 36′ 15″ O             | Schloss, zuvor Burg      | Altes Schloss auf den Mauern einer Burg, Neues Schloss im 17. Jahrhundert erbaut                                                                                      | weitere Bilder |
| Burg Berneck                    | Altensteig-Berneck 48° 36′ 18″ N, 8° 36′ 52″ O     | Höhenburg in Spornlage   | Guterhaltene Schildmauer aus dem 13. Jahrhundert | weitere Bilder |
| Burggraben (Martinsmoos)        | Neubulach-Martinsmoos 48° 38′ 28″ N, 8° 37′ 33″ O  |                          | Burgstall in den Dorfwiesen |                |
| Burg Calw                       | Calw 48° 43′ 2″ N, 8° 44′ 6″ O                     | Höhenburg                | Anfang des 17. Jahrhunderts zum Bau eines Schlosses abgebrochen |                |
| Dachsburg                       | Nagold-Hochdorf 48° 29′ 57″ N, 8° 41′ 52″ O        | Höhenburg                | Burgstall |                |
| Burg Dicke (Dickener Schlössle) | Calw-Stammheim 48° 40′ 32″ N, 8° 43′ 57″ O         | Höhenburg                | Burgstall |                |
| Burg Falkenstein                | Bad Herrenalb 48° 48′ 21″ N, 8° 26′ 25″ O          | Höhenburg                | Burgstall auf dem Falkenstein-Felsen | weitere Bilder |
| Fautsburg                       | Bad Wildbad-Aichelberg 48° 39′ 58″ N, 8° 32′ 45″ O | Höhenburg                | Burgruine mit wiederaufgebautem Bergfried | weitere Bilder |
| Gaisburg                        | Wildberg-Gültlingen 48° 39′ 12″ N, 8° 43′ 47″ O    | Höhenburg                | Burgstall |                |
| Burg Gechingen                  | Gechingen 48° 41′ 36″ N, 8° 51′ 5″ O               | Höhenburg                | Burgstall |                |
| Burgruine Havelsburg            | Oberreichenbach                                    | Höhenburg                | Von der ehemaligen, kaum noch sichtbaren, Burganlage ist kaum etwas bekannt, vermutlich wurde sie nach ihrer Zerstörung als Steinbruch für Würzbacher Häuser genutzt. |                |
| Jagdschloss Kloster Hirsau      | Calw                                               |                          | | weitere Bilder |
| Burg Hohennagold                | Nagold                                             |                          | | weitere Bilder |
| Burg Hornberg                   | Altensteig-Hornberg 48° 37′ 4″ N, 8° 34′ 44″ O     | Höhenburg                | Wiederaufgebauter Bergfried, heute als Waldschulheim genutzt | weitere Bilder |
| Burg Liebenzell                 | Bad Liebenzell 48° 46′ 36″ N, 8° 43′ 34″ O         | Höhenburg                | | weitere Bilder |
| Burg Schildeck                  | Simmersfeld 48° 36′ 34″ N, 8° 31′ 10″ O            | Höhenburg                | Burgstall nahe der ehemaligen Schildmühle im Schneitbachtal |                |
| Schlössle (Calmbach)            | Bad Wildbad-Calmbach 48° 45′ 21″ N, 8° 34′ 47″ O   | Höhenburg                | Burgstall |                |
| Burg Turm                       | Altensteig 48° 35′ 18″ N, 8° 35′ 57″ O             | Höhenburg                | Burgstall |                |
| Schloss Unterschwandorf         | Haiterbach-Unterschwandorf                         |                          | |                |
| Schloss Vollmaringen            | Nagold-Vollmaringen                                |                          | | weitere Bilder |
| Burg Waldeck                    | Calw 48° 40′ 20″ N, 8° 44′ 15″ O                   | Höhenburg                | Burgengruppe, davon eine Burg als Ruine erhalten |                |
| Schloss Wildberg                | Wildberg                                           | Schloss, zuvor Höhenburg | 1945 zerstört und nicht wieder aufgebaut | weitere Bilder |
| Burgruine Zavelstein            | Bad Teinach-Zavelstein                             |                          | | weitere Bilder |
| Burg im Ziegelbachtal           | Wildberg-Effringen 48° 39′ 11″ N, 8° 42′ 37″ O     | Höhenburg                | Burgstall einer namenlosen Burg |                |

### Pforzheim
| Name                                              | Ort / Lage                | Typ       | Bemerkungen                   | Bild           |
| ------------------------------------------------- | ------------------------- | --------- | ----------------------------- | -------------- |
| Burg Hoheneck                                     | Pforzheim-Dillweißenstein |           |                               | weitere Bilder |
| Burgruine Kräheneck                               | Pforzheim-Dillweißenstein | Burgruine | Weißenstein (Adelsgeschlecht) | weitere Bilder |
| Burgruine Liebeneck                               | Pforzheim-Würm            |           |                               | weitere Bilder |
| Schlossruine Pforzheim                            | Pforzheim                 |           |                               |                |
| Burgruine Rabeneck (Weißenstein, Dillweißenstein) | Pforzheim-Dillweißenstein |           |                               | weitere Bilder |

### Enzkreis
| Name                             | Ort / Lage              | Typ | Bemerkungen | Bild           |
| -------------------------------- | ----------------------- | --- | --- | -------------- |
| Schloss Bauschlott               | Neulingen               |     | Die Anlage geht auf ein Wasserschloss des 16. Jahrhunderts zurück, war ab 1726 in Baden-Durlachschem Besitz und wurde bis 1809 von Friedrich Weinbrenner in ihrer heutigen Gestalt erneuert. Das Schloss war daraufhin Wohnsitz einiger Markgrafen und Großherzöge von Baden, diente ab etwa 1900 verschiedenen Zwecken und gelangte 1961 in Privatbesitz. | weitere Bilder |
| Burgruine Enzberg                | Mühlacker               |     | |                |
| Burg Freudenstein                | Freudenstein            |     | |                |
| Burg Knittlingen                 | Knittlingen             |     | |                |
| Wasserschloss Königsbach         | Königsbach-Stein        |     | |                |
| Ruine Löffelstelz                | Mühlacker               |     | | weitere Bilder |
| Burgruine Lomersheim             | Mühlacker               |     | |                |
| Burg Neidlingen                  | Ispringen               |     | |                |
| Schloss Neuenbürg                | Neuenbürg               |     | | weitere Bilder |
| Schlösschen Ottenhausen          | Ottenhausen             |     | |                |
| Burg Remchingen                  | Remchingen              |     | |                |
| Schleglerschloss                 | Heimsheim               |     | | weitere Bilder |
| Burg Stein                       | Königsbach-Stein        |     | |                |
| Burg Steinegg                    | Neuhausen-Steinegg      |     | | weitere Bilder |
| Burg Sternenfels                 | Sternenfels             |     | | weitere Bilder |
| Burgruine Straubenhardt          | Neuenbürg-Straubenhardt |     | |                |
| Waldenburg                       | Neuenbürg               |     | | weitere Bilder |
| Wasserschloss Weiler a. d. Pfinz | Keltern                 |     | |                |

### Landkreis Freudenstadt
| Name                                              | Ort / Lage                                         | Typ       | Bemerkungen | Bild           |
| ------------------------------------------------- | -------------------------------------------------- | --------- | ----------- | -------------- |
| Burg Ahldorf                                      | Horb am Neckar-Ahldorf                             |           |             |                |
| Burg Altneuneck                                   | Horb am Neckar-Dettingen                           |           |             |                |
| Bärenschlössle                                    | Freudenstadt                                       |           |             |                |
| Schloss Dettensee                                 | Horb am Neckar-Dettensee                           |           |             |                |
| Schloss Dettingen                                 | Horb am Neckar-Dettingen                           |           |             |                |
| Ruine Dettingen                                   | Horb am Neckar-Dettingen                           |           |             |                |
| Schloss Egelstal                                  | Horb am Neckar-Mühlen                              |           |             |                |
| Ruine Eutingen                                    | Eutingen im Gäu                                    |           |             |                |
| Ruine Frundeck, Freundeck                         | Horb am Neckar-Ahldorf 48° 26′ 33″ N, 8° 46′ 21″ O | Burgruine |             | weitere Bilder |
| Burg Hohenberg, Schurkenturm                      | Horb am Neckar                                     |           |             | weitere Bilder |
| Ruine Hohendießen                                 | Horb am Neckar-Dießen                              |           |             | weitere Bilder |
| Schloss Hohenmühringen                            | Horb am Neckar-Mühringen                           |           |             | weitere Bilder |
| Burgstelle Isenburg                               | Horb am Neckar                                     |           |             |                |
| Burg Loßburg, Loseburg                            | Loßburg                                            |           |             |                |
| Ruine Mandelberg, Burg Mantelberg oder Mandelburg | Pfalzgrafenweiler-Bösingen                         |           |             | weitere Bilder |
| Schloss Mühlen                                    | Horb am Neckar-Mühlen                              |           |             |                |
| Burg Neckarhausen                                 | Horb am Neckar-Neckarhausen                        |           |             |                |
| Schloss Neuneck                                   | Neuneck (Glatten)                                  |           |             |                |
| Schloss Nordstetten                               | Horb am Neckar-Nordstetten                         |           |             |                |
| Burg Pfalzgrafenweiler                            | Pfalzgrafenweiler                                  |           |             |                |
| Obere Burg                                        | Horb am Neckar                                     |           |             |                |
| Schloss Rexingen                                  | Horb am Neckar-Rexingen                            |           |             |                |
| Rinkenmauer                                       | Baiersbronn 48° 30′ 55″ N, 8° 21′ 53″ O            | Ringwall  |             |                |
| Ruine Rochesberg                                  | Schopfloch                                         |           |             |                |
| Romburg, Rumberg, Romberg oder Ruwenberg          | Bad Rippoldsau-Schapbach                           |           |             |                |
| Burg Rüdenberg                                    | Waldachtal-Cresbach 48° 30′ 21″ N, 8° 34′ 35″ O    | Höhenburg |             |                |
| Salzstetter Schlössle                             | Waldachtal-Salzstetten                             |           |             |                |
| Ruine Sterneck, Sterneneck                        | Loßburg-Sterneneck                                 |           |             |                |
| Burg Tannenfels                                   | Baiersbronn-Obertal                                | Burgruine |             | weitere Bilder |
| Ruine Unterdettingen                              | Horb am Neckar-Dettingen                           |           |             |                |
| Urnburg                                           | Eutingen im Gäu-Weitingen                          |           |             |                |
| Ruine Vörbach                                     | Pfalzgrafenweiler                                  |           |             |                |